# ホースボール

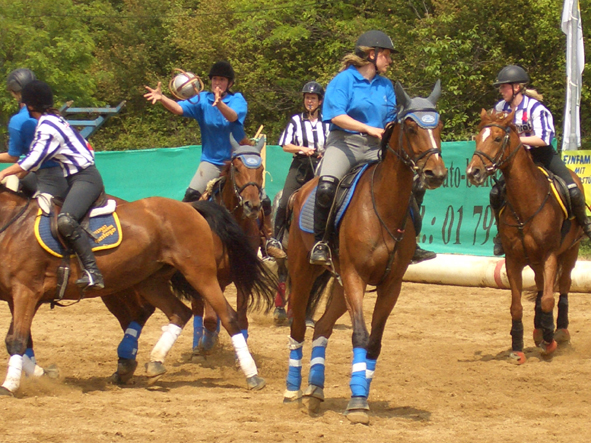
Horseball

ホースボールとは、馬に乗りながらプレーヤーが専用のボールを扱いゴール数を競う球技であり、チームスポーツである。
ホースボールの試合は2チームで行われ、各チームにつき4騎が常にフィールドに出て、2騎は控え（交代は何回でも可能。ただし、ファウルなどで退場処分を受けた選手、故障が発生した馬匹などは出られない）で、ゴール数の多い方のチームが勝ちとなる。

## 特徴
ボールは、サッカーボールの4号球に革の取手が6つ付いたものを使用。フィールドの大きさは、長さ60〜75メートル、幅20〜30メートル。使用出来る馬場の大きさによって変わってくる。フィールドの両端に下端が地上から350cmの高さに内径1mの円形のゴールが設置され、セキュリティゾーンと呼ばれる控えの2騎やコーチなどが待機する3-5メートルの場所がピッチの横に設けられている。
馬上にて全てのプレーは行われ、ルールやゴールの見た目はバスケットボールに近く、ボールを持ったまま走行してパスをする見た目はラグビーに似ている。ホースボールのルールの特徴としては、馬上にてボールを連続で3人以上の味方にパスした場合にのみシュートが出来る権利が発生する。例で言えば、同チームの2プレーヤー間で3回パスを通してもシュート権は発生しない。仮にシュートを決めてもゴールにはカウントされない。
ホースボールでは、"Ladies" と呼ばれる女性選手のみで行われる試合以外では、選手は男女混成のチームが可能。過去にはプロエリートのカテゴリーの大会ではポルトガル代表のアナ・バティスタや、フランス代表のクリスティン・ラゲールが活躍した。

## 歴史
ホースボールは、もともとアルゼンチンの国技である「パト」と呼ばれるスポーツが1970年代にフランスで今のホースボールの形になる。パトのフィールドは（長さ180〜220m、幅80〜90m）を使用するため広大な場所が必要であり、パトを楽しんでいたフランス人達が、もっとパトを世界中のたくさんの人が楽しめるようにと、パトの醍醐味を残しながらのサイズダウンとルールが生み出され、そして将来的にオリンピック競技になってほしいとの願いも込められて、英語での "Horseball" という名前がつけられた。
過去にホースボールを導入した国は35カ国以上だが、環境の維持が難しいために取り入れても発展しない国も多く、乗馬人口が日本より多い国や、乗馬の施設や牧場が多い国でも普及していない、もしくは発展した後に衰退するケースもあり、現在は約20カ国で普及している。
乗馬の世界では強国のドイツでも過去にホースボールのドイツ代表が国際大会に出場などしたが、当時の主力メンバーが引退した後の次世代の育成が進まず、2018年の国際大会にドイツは出場していない。中国も2009年当時、北京にホースボールのチームが2チームあったが2015年時点では活動をしていない。
日本ホースボール協会の西島氏も「 とても面白いスポーツですが、継続が難しいところも実際のところです 」と、ネットケイバなどの取材で答えている。現在ホースボールが普及している国の多くはラテン語圏の乗馬が普及している国が多く、次にポロが盛んな国、アジアではブズカシという中央アジアで伝統的に行われている馬を用いた競技を行なっているキルギスでホースボールの競技人口も増えている。
世界全体で見ると発展・衰退を繰り返しながら、ゆるやかに競技人口を増やしているスポーツである。

## ホースボールで使用される馬
使用される馬は、主にサラブレッドが使われ、その他にもサラブレッドと他の品種を掛け合わせた血統の日本では軽種馬と呼ばれるサイズの馬が好んで使用される。「U16」と呼ばれる16歳以下の選手が出場するカテゴリーでは体高150センチメートル以下の馬で構成される。

## 海外のホースボール
世界中に乗馬が普及しているためホースボールも世界中のあらゆる国で紹介され、取り入れられている。
もっとも普及度の高いフランスではリーグもあり、Pro Elite（プロエリート）10チーム、Pro（プロ）8チーム、Amateur Elite（アマチュアエリート）8チーム、Pro Elite Feminine（プロエリートフェミニン）8チームが各カテゴリーで、毎年11月の初めから翌年6月の3週目までリーグ戦を行っている。
国際大会も毎年行われているが、そのほとんどがヨーロッパで行われる大会で、フランス、スペイン、ポルトガルの3ヶ国、次いでベルギー、イタリア、イギリスが主に表彰台を飾る。ヨーロッパ以外では、アルゼンチン、ブラジル、メキシコ、カナダ、アメリカ、キルギス、オーストラリアなどで行われている。アフリカやアジアでの普及が今後の国際ホースボール連盟 (FIHB) の課題である。
また4年に1度、ホースボールのワールドカップも開催され、2016年ポルトガル大会ではプロエリート、レディース、U16の各クラスでフランスが優勝し、上位のスペイン、ポルトガル、ベルギー同様に、下位に終わったイギリス、イタリア、メキシコ、カナダ、アルゼンチンなども大会を盛り上げた。

## 日本でのホースボール
日本でも2008年前後からホースボールを導入しようとする乗馬クラブや施設がいくつかあったが、馬の技術面や安全面で問題があり継続、発展には至らなかった。
その後も日本の乗馬の環境や乗馬に対する考え方から、「日本ではホースボールの普及は難しい」という乗馬関係者の意見も多いのが事実ではあるが、
2012年には一般社団法人日本ホースボール協会が発足し、現在では日本ホースボール協会を通して、ポルトガル・フランス・スペイン・イギリスにホースボールでの留学が可能になっている。
日本では実質的にまだ普及には至っていないのが現状であるが、ホースボールの体験、練習は日本ホースボール協会を通じて可能になっている。
日本人選手では西島隆史（日本ホースボール協会所属）が2018年7月にポルトガルのリスボンで行われたFIHBの公式戦、HCC SUMMER SESSIONS 2018（各国から招待された計20選手を4チームに分けて行われた）においてキャプテンを務めたチームが優勝し、個人でも大会MVPに相当する最優秀人馬賞を獲得した。